# Stenus guttula
Stenus guttula är en skalbaggsart som beskrevs av Müller 1821. Stenus guttula ingår i släktet Stenus, och familjen kortvingar. Arten är reproducerande i Sverige.

## Bildgalleri

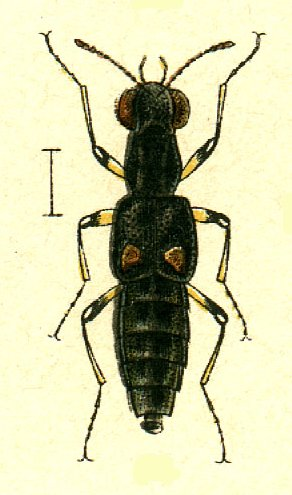